# アバウト・シュミット
『アバウト・シュミット』（About Schmidt）は、ルイス・ベグリーの同名小説を原作とする2002年製作のアメリカ映画である。アレクサンダー・ペイン監督。
ジャック・ニコルソンがゴールデングローブ賞 主演男優賞 (ドラマ部門)などを受賞した。

## あらすじ
ネブラスカ州オマハの保険会社でアクチュアリーとして働いていた平凡な66歳男性のウォーレン・シュミットは退職した。しかし退職後の新しい生活に馴染めず、自分には価値がなくなったように感じていたウォーレンは、テレビ・コマーシャルでアフリカの子供たちを援助するプログラムを知り、6歳の少年ンドゥグの養父になって彼に手紙を書くようになる。しかし、家族のことなどを書いてゆくうちに世の中や自分の境遇に関する怒りがこみ上げてくる。
そんな折に妻のヘレンが急死してしまう。しかも妻が過去に自分の親友レイと浮気していた事を知ってしまい、やり場のない気持ちを持て余したウォーレンは、トレーラーハウスで一人娘ジーニーの結婚式の手伝いにデンバーに行くことにする。しかし、ジーニーに手伝いは要らないと断られたウォーレンはそのまま旅に出るが、キャンプ場ではトラブルを起こしてしまう。
娘の婚約相手ランドールの実家を訪ねたウォーレンは、ランドールの母親ロバータをはじめ、彼の家族がとんでもない連中だと知ると、ジーニーに結婚をやめるように諭すが、そんな父親の言葉に娘が耳を貸すことはなかった。
意に反して娘の結婚式を無難にこなし、やがて帰宅したウォーレンは留守中に届いていたチャリティ団体からの手紙を見つける。そこにはンドゥグが描いた絵が同封されていた。それを見たウォーレンは涙を流す。

## キャスト
- ウォーレン・シュミット - ジャック・ニコルソン（日本語吹替：石田太郎）
- ロバータ・ハーツェル - キャシー・ベイツ（日本語吹替：一城みゆ希）
- ジーニー・シュミット - ホープ・デイヴィス（日本語吹替：渡辺美佐）
- ランドール・ハーツェル - ダーモット・マルロニー（日本語吹替：内田直哉）
- ヘレン・シュミット - ジューン・スキッブ（日本語吹替：前田敏子）
- ラリー・ハーツェル - ハワード・ヘスマン（日本語吹替：村松康雄）： ランドールの父親。ロバータの元夫。
- ジョン・ラスク - ハリー・グローナー（日本語吹替：牛山茂）
- ヴィッキー・ラスク - コニー・レイ
- レイ・ニコルス - レン・キャリオー（日本語吹替：上田陽司）